# Malcolm Moore
Malcolm Moore (Silksworth, 18 dicembre 1948) è un ex calciatore inglese, di ruolo attaccante.

## Caratteristiche tecniche
Era un centravanti.

## Carriera
Dopo aver giocato nelle giovanili del Sunderland nella stagione 1967-1968, all'età di 19 anni, viene aggregato alla prima squadra dei Black Cats; il 23 marzo 1968 subentrando dalla panchina all'inizio del secondo tempo della partita casalinga contro il Coventry City fa il suo esordio in questa categoria, e nella circostanza è anche decisivo in quanto realizza la rete del definitivo 1-1 (che è, ovviamente, anche la sua prima rete in carriera tra i professionisti). Nel prosieguo della stagione gioca poi altre 3 partite, senza più segnare; nella stagione 1968-1969, invece, gioca in totale 8 partite di campionato e vi realizza 2 reti, peraltro entrambe nell'arco di tre giorni (prima va a segno nel 4-1 casalingo sullo Stoke City del 1º marzo 1969, e poi realizza il gol della bandiera nella sconfitta per 3-1 sul campo del Coventry City del successivo 4 marzo).
Nella stagione 1969-1970, riconfermato in rosa, non trova spazio: così, nella seconda metà della stagione viene ceduto in prestito in quarta divisione al Crewe Alexandra, con cui disputa 8 partite in questo campionato senza mai segnare; nell'estate del 1970 viene poi ceduto a titolo definitivo al Tranmere, in terza divisione: in tre stagioni con la maglia dei Superwhites totalizza complessivamente 91 presenze e 21 reti in questa categoria. Scende poi di un'ulteriore categoria accasandosi all'Hartlepool Utd, con cui tra il 1973 ed il 1976 è autore di un totale di 34 reti in 129 presenze in quarta divisione, categoria in cui gioca per un anno anche con il Workington, con cui segna invece 2 reti in 22 partite di campionatogiocate; va infine a chiudere la carriera ai semiprofessionisti del Gateshead.
In carriera ha totalizzato complessivamente 262 presenze e 60 reti nei campionati della Football League.